# Стил, Тарен
Тарен Стил (англ. Taren Steele, род. 2 сентября 1965, США) — американская порноактриса, лауреат премии AVN Awards.

## Биография
Родилась 2 сентября 1965 года в США. Дебютировала в порноиндустрии в 1996 году, в возрасте около 31 года.
Снималась для таких продюсеров, как Elegant Angel, Evil Angel, Wicked Pictures, VCA Pictures, Seymore Butts и других.
В 1997 году получила премию AVN Awards в категории «лучшая групповая сцена (видео)» за роль в American Tushy 1 вместе с Мисси, Алексом Сандерсом и Hakan.
Ушла из индустрии в 1998 году, снявшись в 24 фильмах. Состоит в браке с Marc Addona.

## Награды
- 1997 AVN Awards — Лучшая сцена группового секса, видео — Buttman’s Bend Over Babes 4 (American Tushy 1)[6][7]

## Избранная фильмография
- Strap-On Sally 10 Pleasure Productions
- Diva 1: Caught in the Act VCA
- Rainwoman 12 New Attitude
- American Tushy 1 Ultimate Video
- Monkey Business Ultimate Video
- Everybody Wants Some 3: Soakin' Wet Exquisite
- Pickup Lines 18 Odyssey
- Only the Best of Seymore Butts 3 Seymore Butts
- Buttwoman '97 Elegant Angel
- Screen Play Wicked Pictures
- Merry Fucking Christmas Seymore Butts
- Psycho Sexuals 1 Evil Angel
- Strap-On Sally 9 Pleasure Productions
- Essentially Juli Wicked Pictures
- Beyond Reality 4: Anal Potion Exquisite
- Female Ejaculation Review Seymore Butts
- Fountain of Innocence VCA
- Shocking Truth 3 Evil Angel
- Cumback Pussy 6 Elegant Angel
- Seymore’s Squirters 2 Seymore Butts